# 上秦镇
上秦镇，是中华人民共和国甘肃省张掖市甘州区下辖的一个乡镇级行政单位。

## 行政区划
上秦镇下辖以下地区：
李家湾村、付家寨村、王家墩村、安里闸村、八里堡村、庙儿闸村、上秦村、徐赵寨村、高升庵村、下秦村、金家湾村、哈寨子村、东王堡村、安家庄村和缪家堡村。